# Ingmar Bergman
Ernst Ingmar Bergman (Uppsala, 14 de julho de 1918 – Fårö, 30 de julho de 2007) foi um diretor, escritor e produtor sueco que trabalhou em cinema, televisão, teatro e rádio. Considerado um dos cineastas mais talentosos e influentes de todos os tempos, os filmes de Bergman incluem Sommarnattens leende (1955), O Sétimo Selo (1957), Morangos Silvestres (1957), Persona (1966), Viskningar och rop (1972), Scener ur ett äktenskap (1973) e Fanny e Alexander (1982); os dois últimos existem em versões estendidas de televisão.
Bergman dirigiu mais de sessenta filmes e documentários para lançamento cinematográfico e para exibições de televisão, a maioria dos quais também escreveu. Ele também dirigiu mais de 170 peças. Ele acabou criando uma parceria criativa com seus diretores de fotografia Gunnar Fischer e Sven Nykvist. Entre sua companhia de atores estavam Harriet e Bibi Andersson, Liv Ullmann, Gunnar Björnstrand, Erland Josephson, Ingrid Thulin e Max von Sydow. A maioria de seus filmes foi exibida na Suécia e muitos deles, de Såsom i en spegel (1961) em diante, foram filmados na ilha de Fårö.
Philip French se referiu a Bergman como "um dos maiores artistas do século XX ... ele encontrou na literatura e nas artes cênicas uma maneira de recriar e questionar a condição humana". O diretor Martin Scorsese comentou; "Se você estava vivo nos anos 1950 e 1960 e com uma certa idade, um adolescente a caminho de se tornar adulto, e queria fazer filmes, não vejo como não foi influenciado por Bergman. É impossível superestimar o efeito que esses filmes tiveram sobre as pessoas".

## Carreira
Ingmar Bergman (pronúncia em sueco: ['ɪŋmar 'bærjman]  ouça) estudou na Universidade de Estocolmo, onde se interessou por teatro e, mais tarde, por cinema. Iniciou a carreira em 1941, escrevendo a peça teatral "Morte de Kasper". Em 1944, desenvolveu o primeiro argumento para o filme Hets. Realizou o primeiro filme em 1945, Kris.[carece de fontes?]
Seus trabalhos lidam geralmente com questões existenciais, como a mortalidade, a solidão e a fé. Suas influências literárias provêm do teatro: Henrik Ibsen e August Strindberg. Teve um romance com Liv Ullmann, com quem teve uma filha. Dirigiu a atriz em dez filmes, começando por Persona.[carece de fontes?]
Talvez o melhor comentário sobre Bergman tenha partido de Jean-Luc Godard: "O cinema não é um ofício. É uma arte. Cinema não é um trabalho de equipe. O diretor está só diante de uma página em branco. Para Bergman estar só é se fazer perguntas; filmar é encontrar as respostas. Nada poderia ser mais classicamente romântico". (Jean-Luc Godard, "Bergmanorama", Cahiers du cinéma, julho – 1958).
O diretor e roteirista morreu em sua casa em Fårö aos 89 anos, de forma tranquila – segundo sua filha, Eva Bergman – e, coincidentemente, no mesmo dia em que faleceu Michelangelo Antonioni. Encontra-se sepultado em Fårö kyrkogård (Fårö Churchyard), Fårö, na Suécia.

## Filmografia
| Ano  | Título original                         | Título no Brasil                       | Título em Portugal             | Observações       |
| 1945 | Kris                                    | Crise                                  |                                |                   |
| 1946 | Det regnar på vår kärlek                | Chove sobre nosso amor                 |                                |                   |
| 1947 | Skepp till India land                   | Um barco para a Índia                  |                                |                   |
| 1948 | Musik i mörker                          | Música na Noite                        |                                |                   |
| 1948 | Hamnstad                                | Porto                                  |                                |                   |
| 1949 | Fängelse                                | Prisão                                 | A Prisão                       |                   |
| 1949 | Törst                                   | Sede de Paixões                        |                                |                   |
| 1949 | Till glädje                             | Rumo à Felicidade                      |                                |                   |
| 1950 | Sånt händer inte här                    | Isto não Aconteceria Aqui              |                                |                   |
| 1951 | Sommarlek                               | Juventude, Divino Tesouro              | Um Verão de Amor               |                   |
| 1952 | Kvinnors väntan                         | Quando as Mulheres Esperam             | Segredos de Mulheres           |                   |
| 1952 | Sommaren med Monika                     | Monika e o Desejo                      | Mónica e o Desejo              |                   |
| 1953 | Gycklarnas afton                        | Noites de Circo                        |                                |                   |
| 1954 | En lektion i kärlek                     | Uma Lição de Amor                      | Uma Lição de Amor              |                   |
| 1955 | Kvinnodröm                              | Sonhos de Mulheres                     |                                |                   |
| 1955 | Sommarnattens leende                    | Sorrisos de uma Noite de Amor          | Sorrisos de uma Noite de Verão |                   |
| 1956 | Det sjunde inseglet                     | O Sétimo Selo                          | O Sétimo Selo                  |                   |
| 1957 | Smultronstället                         | Morangos Silvestres                    | Morangos Silvestres            |                   |
| 1957 | Nära livet                              | No Limiar da Vida                      |                                |                   |
| 1958 | Ansiktet                                | O Rosto                                | O Rosto                        |                   |
| 1959 | Jungfrukällan                           | A Fonte da Donzela                     | A Fonte da Virgem              |                   |
| 1960 | Djävulens öga                           | O Olho do Diabo                        | O Olho do Diabo                |                   |
| 1961 | Lustgården                              | O Jardim do Prazer                     |                                |                   |
| 1961 | Såsom i en spegel                       | Através de um Espelho                  | Em Busca da Verdade            |                   |
| 1962 | Nattvardsgästerna                       | Luz de Inverno                         | Luz de Inverno                 |                   |
| 1963 | Tystnaden                               | O Silêncio                             | O Silêncio                     |                   |
| 1964 | För att inte tala om alla dessa kvinnor | Para não Falar de Todas Essas Mulheres | A Força do Sexo Fraco          |                   |
| 1966 | Persona                                 | Quando Duas Mulheres Pecam             | A Máscara                      |                   |
| 1967 | Stimulantia                             |                                        |                                |                   |
| 1968 | Vargtimmen                              | A Hora do Lobo                         |                                |                   |
| 1968 | Skammen                                 | Vergonha                               | A Vergonha                     |                   |
| 1969 | En passion                              | A Paixão de Ana                        | A Paixão                       |                   |
| 1969 | Ritten                                  | O Rito                                 | Ritual                         |                   |
| 1969 | Fårödokument                            | Documentário sobre a Ilha de Faro      |                                |                   |
| 1971 | Beröringen                              | A Hora do Amor                         |                                |                   |
| 1972 | Viskningar och rop                      | Gritos e Sussurros                     | Lágrimas e Suspiros            |                   |
| 1973 | Scener ur ett äktenskap                 | Cenas de um Casamento                  | Cenas da Vida Conjugal         |                   |
| 1974 | Trollflöjten                            | A Flauta Mágica                        | A Flauta Mágica                |                   |
| 1976 | Ansikte mot ansikte                     | Face a Face                            |                                |                   |
| 1977 | Das Schlangenei                         | O Ovo da Serpente                      |                                |                   |
| 1978 | Höstsonaten                             | Sonata de Outono                       | Sonata de Outono               |                   |
| 1979 | Fårödokument                            |                                        |                                |                   |
| 1980 | Aus dem Leben der Marionetten           | Da Vida das Marionetes                 | Da Vida das Marionetas         |                   |
| 1982 | Fanny och Alexander                     | Fanny e Alexander                      |                                | Fanny e Alexandre |
| 1983 | Karins ansikte                          | O Rosto de Karin                       |                                |                   |
| 1984 | Efter repetitionen                      | Depois do Ensaio                       | Depois do Ensaio               |                   |
| 1992 | Markisinnan de Sade                     | A Marquesa de Sade                     |                                | televisão         |
| 1993 | Backanterna                             |                                        |                                | televisão         |
| 1995 | Sista skriket                           | O Último Suspiro                       |                                | televisão         |
| 1997 | Larvar och gör sig till                 | Na Presença de um Palhaço              |                                | televisão         |
| 2000 | Bildmakarna                             | Os Construtores de Imagens             |                                | televisão         |
| 2003 | Saraband                                | Sarabanda                              | Saraband                       | televisão         |

## Obras literárias
- Cinema sueco (1969);
- Cenas da vida conjugal (1975);
- Fanny e Alexandre (1983);
- Lanterna mágica (1988);
- Filhos de domingo (1995);
- Lágrimas e suspiros [seguido de] Persona [e de] Dependência (2002).

## Prêmios e nomeações
- Três de seus filmes foram consagrados com o Óscar na categoria de Melhor Filme em Língua Estrangeira, para A Fonte da Virgem, Através de Um Espelho e Fanny e Alexandre.
- Recebeu três nomeações ao Óscar, na categoria de Melhor Realizador, por "Viskningar och rop" (1972), "Ansikte mot ansikte" (1976) e "Fanny och Alexander" (1982).
- Recebeu cinco nomeações ao Óscar, na categoria de Melhor Argumento Original, por "Smultronstallet" (1957), "Sason I em spegel" (1961), "Viskningar och rop" (1972), "Höstsonaten" (1978) e "Fanny och Alexander" (1982).
- Recebeu uma nomeação ao Óscar, na categoria de Melhor Filme, por "Viskningar och rop" (1972).
- Ganhou, em 1971, o Prémio Irving G. Thalberg, concedido pela Academia de Artes e Ciências Cinematográficas.
- Recebeu uma nomeação ao Globo de Ouro, na categoria de Melhor Realizador, por "Fanny och Alexander" (1982).
- Recebeu três nomeações ao César, na categoria de Melhor Filme Estrangeiro, por "Trollflöjten" (1974), "Höstsonaten" (1978) e "Fanny och Alexander" (1982). Venceu em 1982.
- Recebeu uma nomeação ao BAFTA, na categoria de Melhor Filme, por "Ansiktet" (1958).
- Recebeu uma nomeação ao BAFTA, na categoria de Melhor Filme Estrangeiro, por "Fanny och Alexander" (1982).
- Ganhou o Prémio do Júri, no Festival de Cannes, por "Det sjunde inseglet" (1957).
- Ganhou o Prémio de Melhor Realizador, no Festival de Cannes, por "Nära livet" (1957).
- Ganhou o Prémio Especial de Melhor Humor Poético, no Festival de Cannes, por "Sommarnattens leende" (1955).
- Ganhou uma Menção Especial, no Festival de Cannes, por "Jungfrukällan" (1959).
- Ganhou, em 1997, a Palma das Palmas, concedida pelos organizadores do Festival de Cannes.
- Ganhou, em 1998, o Prémio Ecuménico do Júri, concedido pelo Festival de Cannes em homenagem a sua carreira no cinema.
- Ganhou duas vezes o Leão de Ouro, no Festival de Veneza, por "Musik I moker" (1948) e "Ansiktet" (1958).
- Ganhou o Prémio Especial do Júri, no Festival de Veneza, por "Ansiktet" (1958).
- Ganhou o Prémio FIPRESCI, no Festival de Veneza, por "Fanny och Alexander" (1982).
- Ganhou, em 1971, um Leão de Ouro em homenagem a sua carreira no cinema.
- Ganhou o Urso de Ouro, no Festival de Berlim, por "Smultronstallet" (1957).
- Ganhou o Prémio OCIC, no Festival de Berlim, por "Sason I em spegel" (1961).
- Ganhou quatro vezes o Prémio Bodil de Melhor Filme Europeu, por "Sommarnattens leende" (1955), "Smultronstallet" (1957), "Viskningar och rop" (1972) e "Höstsonaten" (1978).